# 南極杜父魚科
南極杜父魚科是輻鰭魚綱鮋形目的其中一科。其下僅有一屬一種，即塔氏南極杜父魚（Bathylutichthys taranetzi）

## 下属物种
南极杜父鱼属包括以下物种：
- Bathylutichthys balushkini Voskoboinikova, 2014
- 塔氏南極杜父魚 Bathylutichthys taranetzi Balushkin & Voskoboinikova, 1990

## 分布
本魚只在南冰洋中南喬治亞島被發現。

## 特徵
本魚體前部寬大而向後漸細。體裸露無鱗。口大寬圓，端位；鋤骨和腭骨均不具有齒。下頜口角處有一對長鬚。背鰭1個連續，具13枚硬棘，28枚軟條，且前半部的鰭條皆被埋於皮下；臀鰭有28枚軟條；腹鰭則有3軟條；所有的鰭條皆不分枝。鰓被架數7。脊椎骨數49；沒有匙骨肋和腹肋。

## 生態
因為僅有一枚標本，故生態習性資料甚少，還待研究。

## 經濟利用
無經濟價值。